# 横井時雄
横井 時雄（よこい ときお、1857年12月3日《安政4年10月17日》 - 1927年（昭和2年）9月13日）は、日本の牧師、ジャーナリスト、編集者、逓信官僚、衆議院議員、同志社第3代社長（現・総長）。一時期、伊勢時雄を名乗る。父は幕末期に活動した儒学者の横井小楠。

## 来歴

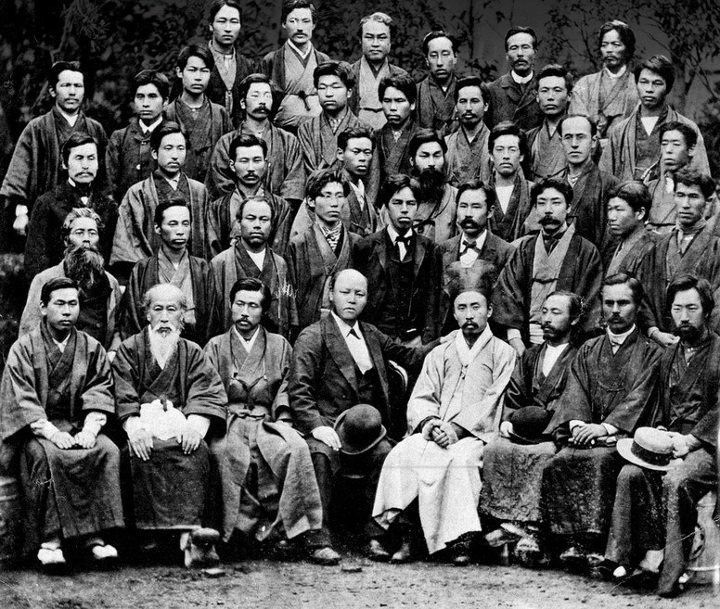
1883年の第三回全国基督信徒大親睦会、横井は前から3列目の右から3人目、左隣が宮川、最前列右端が海老名

1857年（安政4年）、熊本藩士・儒学者の横井小楠の長男として肥後国上益城郡沼山津（現在の熊本市東区）に生まれる。小楠の横死後、世をはばかって一時伊勢姓を名乗る。熊本洋学校に学び、1876年（明治9年）には熊本バンドの結成に参加。同年に上京して開成学校と同人社で学び、宣教師カックランから受洗。翌年に同志社英学校に転入。
1879年（明治12年）に同志社を卒業ののち伝道者として愛媛県今治市に赴任、新島襄により按手礼を受けた。1883年（明治16年）には上京して、宮川経輝や海老名弾正ら熊本バンドのメンバーと共に、第三回全国基督教信徒大親睦会の幹部として活動する。同年には松山高吉・中村栄助とともに同志社社員（理事）となる。
1886年（明治19年）、今治教会牧師を辞任。同志社の教師を経たのちに、1887年（明治20年）に再上京し、帰郷した義弟・海老名弾正に代わり、本郷教会の牧師をつとめる傍ら、『基督教新聞』、『六合雑誌』の編集にも携わったほか、内村鑑三を支援した。また、この頃から自由主義神学思想に傾倒していき、1894年（明治27年）にはその思想を鮮明に打ち出した『我邦の基督教問題』を著した。同年から1896年明治29年）までイェール大学神学校に留学。
1897年（明治30年）、丁酉懇話会の設立に加わり、同年に同志社の第3代社長に就任。しかし、「同志社綱領」改訂問題に起因する学内混乱の責任を負い、わずか1年半で社長を辞職した。その後官界に転身し、逓信省官房長をつとめた。1903年（明治36年）、岡山選挙区より立憲政友会公認で衆議院議員選挙に立候補し、当選を果たした。1909年（明治42年）、日本製糖汚職事件で拘禁され、同年5月6日に衆議院議員を辞職。同年8月10日に東京控訴院第一部で、重禁錮5ヶ月、追徴金2500円の実刑判決が言い渡された。これにより正五位返上を命じられ、勲四等を褫奪された。
雑誌『時代思潮』を発行したほか『東京日日新聞』の主幹もつとめた。
1919年（大正8年）、パリ講和会議に出席。
1927年（昭和2年）、大分県別府市にて死去。墓所は京都市天授庵。

## 親族
- 父は横井小楠。
- 母は小楠の門下生だった矢嶋源助の妹・津世子。津世子の姉妹に徳富久子、竹崎順子、矢嶋楫子がおり、金森通倫・徳富蘇峰・徳冨蘆花は親戚。
- 妹・みやは海老名弾正の妻である。
- 最初の妻・横井みね（1862-1887）は山本覚馬の次女で、2児をもうけたが24歳で死去。長男は山本覚馬が引き取り養子とした。
- 後妻は柳瀬義富の五女・豊（トヨ、1869年生）。柳瀬家は愛媛県今治市で木綿商を代々営む旧家で、義富は家業の織物会社「興業舎」（今治タオル草創期の代表企業）の社長を務めた[8]。義富には一男六女があったが、男子は夭折し、豊の妹ヒロ（広子）がタキヒヨーの滝兵右衛門の三男を婿に迎えて柳瀬家を継いだ[9]。
- 後妻トヨとの長男・横井直興（1891年生）は東京帝国大学法科大学政治科を卒業後文官高等試験に合格し、新潟県北魚沼郡長、新潟県理事官、岡山県理事官ののち1923年に欧米視察、帰国後、地方事務官、愛知県書記官・学務部長、和歌山県書記官・警察部長、大分県書記官・警察部長、千葉県書記官、警察部長などを務めた[10]。義兄（妻の姉の夫）に船田一雄[11]。大阪教育大学名誉教授の横井和子は直興の長女[12]。
- 同じく四男の柳瀨存（1894年生）は、生後すぐ母の妹ヒロの養子となり、家業の興業舍社長、今治商業銀行監査役などを務めた[13]。妻の芳子は山口銀行 (大阪)常務・坂野兼通の長女で、芳子の弟にファミリア創業者・坂野惇子（レナウン創業者佐々木八十八の娘）の夫・坂野通夫がいる。

## 著書

### 単著
- 『路加伝註釈』福音社、1887年10月。NDLJP:825712。
- 『神の顕現』警醒社、1889年4月。NDLJP:824147。
- 『基督教新論』警醒社、1891年11月。NDLJP:824270。
- 『宗教上の革新』警醒社、1893年2月。NDLJP:814870。
  - 小崎弘道、横井時雄、宮川経輝、松村介石、石川喜三郎、平岩愃保『基督教ト国家・宗教上の革新・基督教と忠君愛国・我党の徳育・勅語正教解・我国体と基督教』鈴木範久監修（復刻版）、日本図書センター〈近代日本キリスト教名著選集 第4期 キリスト教と社会 26〉、2004年5月。ISBN 9784820587057。
- 『我邦の基督教問題』警醒社、1894年12月。NDLJP:825347。
  - 金森通倫、横井時雄『日本現今ノ基督教並ニ将来ノ基督教・我邦の基督教問題』鈴木範久監修（復刻版）、日本図書センター〈近代日本キリスト教名著選集 第1期 キリスト教思想篇 第2巻〉、2002年11月。ISBN 9784820586777。
- 『欧洲近世史論』警醒社、1910年10月。NDLJP:776482。
- 『横井時雄文集』アルパ社書店〈横井時雄文集 第1巻〉、1928年9月。

### 編集
- 横井小楠『小楠遺稿』民友社、1889年11月。NDLJP:893945。
  - 横井小楠『小楠遺稿』（再版）民友社、1899年5月。NDLJP:993507。
- ラーネット『約翰伝福音書批評』警醒社〈同志社神学叢書 第六〉、1892年1月。
- 『本郷会堂学術講演』警醒社、1892年10月。NDLJP:898227。

### 翻訳
- ラールネデ『路加伝註釈』福音社、1887年10月。NDLJP:825712。
- ワシントン・グラツデン『基督信者要性』江藤書店、1889年4月。NDLJP:824345。
- ヘンリ・ドラムモンド『世界最大のもの』日本宇宙神教々会、1891年3月。NDLJP:824797。
- フイシヤル『天啓教と聖書』警醒社、1892年11月。NDLJP:825620。

### 共著
- 横井時雄、原田助『日本の道徳と基督教』警醒社、1892年10月。NDLJP:824994。
  - 横井時雄、原田助『日本の道徳と基督教』（再版）警醒社、1894年3月。NDLJP:824995。

### 校訂
- 花之安 著、熊野与 訳『和訳 馬可講義』伊勢時雄・熊野雄七校訂、大西正夫、1889年7月。NDLJP:825647。

## 登場作品
- 八重の桜（2013年、NHK大河ドラマ） - 演：黄川田将也